# Southmont (Pennsylvanie)
Pour les articles homonymes, voir Southmont.
Southmont est un borough du comté de Cambria en Pennsylvanie, aux États-Unis.